# Station Vern
Station Vern is een spoorweghalte in de Franse gemeente Vern-sur-Seiche. Zij wordt bediend door treinen van het netwerk TER Bretagne op het traject Rennes - Châteaubriant.